# Charles Hedley
Charles Hedley est un  conchyliologiste britannique, né le 27 février 1862 à Masham et mort le 14 septembre 1926 à Sydney.

## Biographie
Souffrant d’asthme, il quitte la Grande-Bretagne en 1882 pour l’Australie. Il s’installe rapidement dans le Queensland. Il vit à Moreton Bay (1882-1886) puis à Boyne Island près de Gladstone (1886-1888).
En 1888, il travaille comme bénévole au Muséum du Queensland avant d’y être embauché en 1889. En 1891, il rejoint le Muséum de Sydney. Il y est embauché comme conchyliologiste et a la charge de la conservation des collections de coquillages terrestres.
En 1896, il participe à une mission scientifique sur la grande barrière de corail organisé par le British Museum. Il publie, de 1896 à 1900, la description de ses récoltes.
En 1908, il devient conservateur-assistant au Muséum national d’Australie, puis conservateur-chef en 1920. En 1925, il dirige le groupe de recherche sur la grande barrière de corail.